# Hyperchiria incisa
Hyperchiria incisa är en fjärilsart som beskrevs av Walker 1855. Hyperchiria incisa ingår i släktet Hyperchiria och familjen påfågelsspinnare. Inga underarter finns listade i Catalogue of Life.